# Od kdaj ima zajček kratek rep
Od kdaj ima zajček kratek rep, slovenska ljudska pravljica, razlagalna pripovedka, basen, živalska pravljica. 
Prva izdaja pravljice je leta 1862, pod naslovom Zakaj ima zajec le kos repa?, zapisal pa jo je Janko Pukmajster - Vijanski.  

## Uvod
Pravljica Od kdaj ima zajček kratek rep pripoveduje o dobrem zajčku, ki pomaga volku prekopavati vinograd in zvitorepi lisici, ki jima ukrade med, na koncu pa za krajo obdolži nedolžnega zajčka. 
Človek je v preteklosti živel tesno povezan z živalmi, se od njih učil in od njih bil odvisen. Pri živalih je iskal analogije s človekovo miselnostjo in delovanjem. Zato tudi v tej pravljici nastopajo živali, ki jih označujejo človeške lastnosti. Kot vsaka pravljica tudi ta sprva ni bila namenjena mlajšim. Nevedni ljudje so si po svoje razlagali nenavadne živalske značilnosti in jih povezovali s človeškimi. Znanost je postopoma napredovala, pravljice pa so se ohranjale. Prehajale so iz roda v rod, od ust do ušes in bile namenjene le še otrokom.

## Vsebina živalske pravljice
Pravljica pripoveduje o zajčku in lisici, ki sta pomagala volku prekopavati vinograd in saditi vinske trte. Ta pa je za oba pomagača pripravil sladko kosilo, zvrhan lonec meda.
Ko so vsi trije pridno delali, je lisico zamikalo, da bi še pred kosilom pokusila med. Zlagala se je,  da iz bližnjega gozda sliši, kako jo kličejo na botrinjo*. Lisica je šla pod grm, kamor je volk skril poln lonec meda. Ko se je nalizala medu, se je vrnila in jima povedala, da so krstili »Pričetek«, ter da so jedli dobro in sladko. Kopali so naprej, ko je lisica spet odšla na botrinjo. Ko se je vrnila je na vprašanje, kako so krstili odgovorila: »Osredek!«
Ko pa je lisica že tretjič odšla z dela in polizala ves med, sta zajček in volk utrujena od težkega dela, zaspala. Vrnila se je k njima in zajčku, z medom, ki ji je ostal, namazala gobček. Nato ju je zbudila in na vprašanje kako so krstili odgovorila: »Dokonček!«
Vprašala je volka ali ne bo pridnim pomagačem privoščil kosila. Ura je bila poldne in volk je odšel pod grm po med. Vrnil se je s praznim loncem in jezno renčal, da je nekdo polizal ves med. Nedolžen zajček se je branil, da on ga že ni. Zvitorepka pa je volku pokazala zajčkov gobček še vedno namazan z medom.
Takrat je volk zarenčal in planil proti zajčku, da mu bo raztrgal vrat. Zajček se je spustil v dir, volk pa za njim. Zajčka ni mogel ujeti, da bi mu pregriznil vrat, zato mu je le rep odgriznil.
Od takrat ima zajček kratek rep.
*botrinja - gostija ob krstu

## Interpretacija literarnih likov
V pravljici Od kdaj ima zajček kratek rep gre za črno-belo tehniko pisanja. To pomeni, da so liki označeni le kot dober – hudoben, pošten – nepošten, iznajdljiv – neiznajdljiv,..
V pravljici je zajček glavni junak pravljice. Čeprav je žival ima človeške lastnosti oziroma lastnosti moškega. Je poosebljen človek oziroma moški, ki je naiven in plašen, saj zaupa dvema naravnima sovražnika, volku in lisici. Značaj označuje že njegovo ime, ki je pomanjševalnica. Je priden pomagač, saj le on zares pomaga volku prekopavati vinograd brez kakršnih zvijač. Zajček je pošten, odkrito pove volku, da on ni pojedel medu, vendar mu ta ne verjame. Njegov značaj pa ima več šibkih točk, zato je na koncu tudi poražen. Zajček je plašen, strahopeten in ima majhno telo že po naravi, kar je njegova največja slabost. Zaradi tega se ne more zoperstaviti lažnivi lisici. Pred krvoločnim volkom pa mu uspe pobegniti, da si ohrani življenje, le ker je zelo okreten in hiter tekač. Na koncu je zajček zapuščen in odklanjan, ker je nemočen, da bi se postavil po robu lisici in volku, ki sta oba močna in prebrisana. 
Lisica prav tako kot zajček predstavlja človeške slabosti in napake. Drugo ime zanjo je Zvitorepka. Geslo zvitorepka lahko najdemo tudi v SSKJ, ki pomeni zvito, prebrisano žensko. Mislim, da bi lisico lahko bolj označili kot iznajdljivo žensko/žival. Iznajdljivost je nenazadnje le dobra lastnost. Oba moška lika tako volk kot zajček podležeta zvitim načrtom lisice. Oba sta naivna, volk, ker ji zaupa, kje ima skrit med in zajček, ker z njo »češnje zoblje«. Niti volk niti zajček ne spredvidita prebrisanih načrtov lisice. Zakopana sta v delo, ne zdi se jima sumljivo, da gre trikrat na gostijo, pa tudi kako sumljiva imena dajo krščencem. Lisica nima poštenih namenov, je požrešna, saj ukrade volku med in ga sama poje, kljub temu, da ve, da ga bo po končanem delu tudi sama nekaj dobila. 
Volk ima vlogo stranskega lika, čeprav celoten potek pravljice temelji na volkovi zgodbi, kajti volk povabi lisico in zajčka na delo. V resnici pa je le predmet lisičine manipulacije. Volk ni dovolj moder, da bi ugotovil, da ga je lisica nalagala, zato skoraj raztrže zajčku vrat. Zajček je v tem primeru največja žrtev, ostane brez repa. Na koncu sta volk in lisica največja prijatelja, misleč da sta ugnala kradljivca medu.

## Interpretacija dela

### Značilnosti ljudske pravljice in basni
Od kdaj ima zajček kratek rep je ljudska pravljica, ki ima svoje značilnosti:
•	Ne poznamo avtorja pravljice, saj se je prenašala z ustnim izročilom. Poznamo le zapisovalce    pravljice.
•	Pravljica je kratka, z izmišljeno vsebino.
•	Pravljični liki so brez imen.
•	Dogajalni prostor in čas sta nedoločena. Kraj dogajanja je neznan vinograd, ki ga prekopavajo živali in leži ob gozdu. Čas dogajanja pa je takrat, ko so živali še živele v miru, brez odnosa plen – plenilec.
•	Pojavljajo se nasprotja, črno-belo slikanje: pošten-nepošten, hudoben-dober, iznajdljiv-neiznajdljiv,...
•	Pojavljajo se pravljična števila: tri (lisica trikrat odide na botrinjo in trikrat se vrne)
•	V ljudski pravljici nastopajo nenavadna bitja (živali govorijo, mislijo, živijo kot ljudje)
Pravljica bi lahko označili tudi kot živalska pravljica oziroma basen. Je kratka in preprosta zgodba, ki vključuje dogodek, v katerem nastopajo živali, ki jih označujejo človeške lastnosti. Človeške slabosti so predstavljene v ostro zasmehljivi luči in bralec lahko prepozna samega sebe, svoje napake, slabosti. Basen je zgrajena iz dveh delov: zgodba in nauk, ki je rdeča nit zgodbe. Nauk v tej zgodbi ni izrecno napisan, vendar pa ga bralec lahko sam razbere.

### Otrokovo doživljanje pravljice
Otrok razume celotno zgodbo pravljice čisto drugače kot odrasli. Ko otrok posluša pravljico je del nje, se potopi v svoj nezavedni jaz in ga postopno odkriva.
Otrok se najlažje vživi v pravljico tako, da se zlahka identificira z živalmi. Otrok je prepričan, da žival razume in čuti tako kot on sam. Po besedah B. Bettelheima je otrokovo mišljenje animistično. To pomeni, da veruje, da je v vseh stvareh duša. B. Bettelheim je zapisal: »Za osemletnega otroka je kamen živ, ker se lahko giblje, na primer, ko se kotali po hribu navzdol«. Zaradi te istovetnosti z živalmi je mogoče, da se človek spremeni v žival ali obratno, kot na primer v Lepotici in zveri ali v Žabjem kralju. V naši zgodbi pa lahko otrok lisico, zajčka in volka razume kot ljudi, ki so ujeti v živalskem telesu. Otrok lahko iz zgodbe razbere, da zajček ne bi smel zaupati zvitorepi lisici. Iz tega pa sledi: Nikoli ne zaupaj svojemu sovražniku!
Vprašanje pa je, v katero žival se bo lahko otrok vživel. V lisico? Lisica je hudobna žival, krade,..to otrok prepoznava v sebi, v lastni želji po kraji in požiranju in se zaveda, da to ni prav. Poleg tega pa je prav zaradi lisice zajček ostal brez repa. 
V zajčka? Zajček je delaven in pošten, po drugi strani pa je šibak in nemočen v boju z volkom in zvitorepko. Ko ubogi zajček ostane brez repa, čeprav ni storil nič slabega (ni požrl medu), je prizadet otrokov čut za pravičnost. Otrok ne more izbrati med dobrim in zlim. Zgodba z nesrečnim koncem otroku zbuja upanje, da lahko tudi najbolj pokvarjeni in nepošteni v življenju uspejo, ne da bi jih doletela kazen. Otrok si lahko čisto narobe razlaga konec zgodbe, da mora v življenju goljufati, da lahko uspe.
Kje pa je potemtakem moralni nauk? Odgovor bi verjetno morali poiskati v skritem sporočilu celotne zgodbe, ki ga odrasli pogosto spregledamo, otroci pa ne.

### Moškišovinizeminfeminizem
V ozadju pravljice lahko opazimo še vedno tabuizirano temo: odnos moški – ženska, tema, ki dandanes vedno bolj sili v ospredje. Kdo je boljši, močnejši, uspešnejši? Ženska (lisica zvitorepka) ali moški (volk)? 
Dejstvo je da v pravljici nastopata enako močna lika, tako lisica kot volk. Vendar pa se razlikujeta po svojih značajskih lastnostih in vsak od njiju predstavlja drugačen pol, drugačno energijo, tako kot moški in ženska. Po mnenju nekaterih psihologov gre za odnos med gibanjem in ekstraverzijo ter stabilnostjo in introverzijo (prvo predstavlja moškega z njegovo mišično maso, drugo pa žensko, ki jo odlikujeta modrost in čustvenost). V arhaični družbi je moški bil tisti, ki je lovil, prinašal hrano, se bojeval in tako ustvarjal civilizacijo, ženska pa je ostajala doma. V naši pravljici pa se odslikava današnja sodobnost, ko so ženske pripomogle k spremembi med spoloma z večjo izobraženostjo, ko moški ni več tisti, ki »služi kruh pri hiši«. Lisica nenazadnje predstavlja sodobno žensko, ki se bori zase, za svoje pravice, enakopravnost, ki uporabi svojo modrost in prebrisanost za dosego ciljev. Čeprav ne zagovarjam stališča, ki se pojavi v pravljici, da lahko ženska uporabi tudi nelegalne načine, kot je kraja, da pride do svojega cilja. 
Gre za razliko v delovanju moškega in ženske v pravljici. Ženska uporabi svojo modrost, prebrisanost, lahko bi rekli tudi hinavščino in zahrbtnost, da pride do tega kar želi. Bistroumna zvitorepka ima vse do podrobnosti izdelan načrt, kako si bo prisvojila med. Medtem ko je volk brezskrben in naiven, lahko bi rekli tudi ravnodušen, ko lisica odhaja kdo ve kam na botrinjo in spet prihaja na delo. Ko pa pride do konflikta in vprašanja, kdo je pojedel med, se volk odzove z vso svojo moškostjo in temperamentnostjo. Pokaže mišično moč in se robustno znese nad nič krivim zajčkom, ne da bi prej pomislil ali je zajček res kriv. 
Vendar pa tako moške kot ženske odlikuje neumoren boj v sodobnosti, v kateri nihče noče biti poraženec, neiznajdljiv in niti nemočen.

## Motivno - tematske vzporednice z drugimi pravljicami
- Zakaj ima zajček top nosek?
- Zakaj ima zajček preklano ustnico?
- Zakaj ima zajec kratek rep?
- Zakaj ima zajec le kos repa?
- Zajec, volk in lisica
- Mojca Pokrajculja

Pravljice Zakaj ima zajček top nosek?, Zakaj ima zajček preklano ustnico? in Zakaj ima zajec kartek rep? so razlagalne pravljice, ki z izmišljeno zgodbo razlagajo pojave pri živalih: zakaj ima zajček kratek rep, top nosek in preklano ustnico. V vseh zgoraj omenjenih zgodbah se zajčku zgodi nekaj slabega in tako pride do »deformacije« njegove zunanjosti.
Omenila bi pravljico, Zakaj ima zajec kratek rep, ki je po vsebini čisto drugačna kot pravljica Od kdaj ima zajček kratek rep?. V pravljici nastopata žival (zajec) in človek (tesar):
ko zajec bil še mlad, se je šel učiti za tesarja. Pri tesarju je na vrtu raslo veliko breskvinih dreves, kar je zajec s pridom izkoriščal - breskve je hodil jest. Gospodar ga je zato zaprl v delavnico, tako da mu je med vrata priprl rep. Kar naenkrat pa je prišel pes in zalajal. Zajec se ga je prestrašil in stekel v gozd, rep pa mu je ostal med vrati. Od takrat živi zajec v gozdu in ima kratek rep.

## Izdaje pravljice in njenih inačic
- Pavel Pražetina (Beneška Slovenija). Zakaj ima zajec kratek rep?. Ciciban, 1946/47,78.
- Janko Pukmajster - Vijanski. Zakaj ima zajec le kos repa?. [[Nanos za leto 1862]], 277-278.
- Fran Košir. Od kdaj ima zajček kratek rep?. Zvonček, 1909, 68.
- Lojze Zupanc. Od kdaj ima zajček kratek rep?. Zaklad na Kučarju, 119-121.
- Milko Matičetov, Petrušna vas. Od kdaj je zajec brez repa?.Ciciban, 1961/62, 150-151
- Janez Trdina. Lisica, volk in medved. Ljubljanski časnik, 1850.104
- Matija Valjavec. Zakaj zajec nima celega repa?. Izbrani spisi za mladino, 160-162
- Zoran. Zakaj ima zajec kratek rep in zakaj črti medved lisico?. Vrtec, 1900, 22-23.
- Pavel Flere. Kako so spravili zajca ob rep?. Pravljice (1931), 147.
- Zapisovalec neznan, beneško slovensko narečje. Zakuo u ma zec kratak rep?. Matajur, 1953, št.71, 4. (Namesto zelja so v tej basni breskve)